# Daubiškiai
Daubiškiai – wieś na Litwie, w północnej części kraju, w okręgu szawelskim, w rejonie okmiańskim.
Według danych ze spisu powszechnego w 2001 roku we wsi mieszkały 493 osoby. Według danych z 2011 roku wieś była zamieszkiwana przez 389 osób – 204 kobiety i 185 mężczyzn.